# باريس تورز 1975
باريس تورز 1975 هو سباق دراجات هوائية، وهو الموسم رقم 69 من باريس تورز، وأقيم في 28 سبتمبر 1975.
فاز بالمركز الأول فريدي مارتينس، وبالمركز الثاني Frans Van Looy ‏، وبالمركز الثالث روجر دي فلايمينك.

## الفائزون
| الترتيب | الفائز           |
| ------- | ---------------- |
| الفائز  | فريدي مارتينس    |
| الثاني  | Frans Van Looy ‏  |
| الثالث  | روجر دي فلايمينك |